# Всероссийский союз поэтов
Всероссийский союз поэтов (ВСП, СоПо) — литературное объединение поэтов разных направлений и школ, созданное в ноябре 1918 года в Москве. Затем, в 1920 году было организовано отделение в Петрограде. Также были учреждены отделения и в других городах, в том числе в Бежецке, Ростове-на-Дону, Нижнем Новгороде, Краснодаре, Серпухове, Рязани, Калуге, Курске, Новочеркасске. Объединение существовало до 1929 года, после чего ВСП был введён в состав Всероссийского союза писателей.
Согласно уставу, ВСП являлся организацией не профессиональной, а культурно-просветительной, действующей «во имя революционного строительства нового искусства».
Осенью 1922 года НКВД РСФСР не утвердил устав ВСП «ввиду чрезвычайной сомнительности революционных целей и задач, преследуемых союзом, а также вредной деятельности в рядах молодёжи» и разрешил его деятельность только в феврале 1923, после изменения устава и перевыборов центрального правления.

## Московское отделение
Председатели:
- 1918 — В. В. Каменский
- 1919 — В. Я. Брюсов и В. Г. Шершеневич
- январь—апрель 1920 — М. П. Герасимов
- май 1920 — апрель 1921 — В. Я. Брюсов
- май 1921 — Рюрик Ивнев
- июнь 1921 — 1924 — И. А. Аксёнов
- 1925—1927 — Шенгели Г. А.

Почётными председателями были избраны А. В. Луначарский (1920) и Л. Б. Каменев (1924).
В начальный период ведущую роль в ВСП играли имажинисты: помимо Шершеневича и Ивнева в правление входили С. Есенин, И. Грузинов, А. Кусиков, А. Мариенгоф, М. Ройзман.

## Петроградское (Ленинградское) отделение
Председатели:
- 1920—1921 — Блок А. А.
- 1921 — Гумилёв Н. С.
- 1924—1928 — Садофьев И. И.
- 1928—1929 — Тихонов Н. С.

Отделение существовало до 1922 года. В 1924 году оно было создано вновь. Секретарём в 1920—1924 годах был Всеволод Рождественский.

## Бежецкое отделение
было создано 18 января 1921 года   местное отделение Всероссийского союза поэтов. Газета «Бежецкая жизнь» сообщала: «При участии поэта Гумилёва 
Николая Степановича и его содействии организовался в г. Бежецке «Союз поэтов» …, где по примеру Петербургского отделения Всероссийского союза поэтов проходит чтение произведений авторов — членов союза. … Почётным председателем «Союза поэтов» состоит поэт Николай Гумилёв. О работе бежецких литераторов писал и тверской журналист И. П. Рогожин: «Революция родила поэтов и в уездах. В Бежецке несколько лет существует «Союз поэтов», в котором нередко бывал покойный бежечанин Николай Гумилёв и до сих пор продолжает бывать Анна Ахматова».
В июне 1927 года в городе создаётся литературный кружок, который объединяет в своих рядах начинающих литераторов, которые не желают, чтобы их творчество было оторвано от жизни и носило «печать скорлупы». Это объединение возглавил Г. Я. Образцов, ставший впоследствии корректором газеты «Ленинградская правда». Свои произведения члены кружка публиковали в литературно-художественном приложении к газете «Бежецкая жизнь» — «В час досуга». Их творчество находилось чаще всего под влиянием известных поэтов и писателей начала XX века — С. А. Есенина , И. С. Никитина, С. Д. Дрожжина и других.
Члены бежецкого литературного кружка были убеждены, что «поющему нужен резонанс», общение даёт отзвук и неуклонно толкает к «живой жизни». Поэтому они на своих встречах не только обсуждали творчество своих собратьев по перу, законы и приемы литературного творчества, но и проводили диспуты, доклады, вечера о творчестве Л. Н. Толстого, С. А. Есенина и других мастеров слова.
С конца 1920-х по 1960-е годы открытая литературная жизнь в городе затихает, но творчески мыслящие люди своих литературных увлечений не бросают. Свои поэтические произведения они пишут для узкого круга родных и знакомых. К этим людям можно отнести братьев A. M. и М. М. Переслегиных, Н. Никитина. Их представления об окружающей действительности не совпадают с теми, которые насаждались и господствовали в то время в стране. Их произведения чаще всего носили характер остроумной сатиры.
В 1970-е годы в Бежецке происходит активизация местных литераторов. При редакции газеты «Путь коммунизма» был создан литературный кружок, который возглавил редактор газеты B.И. Преображенский.
Но особенно активно бежецкие литераторы стали проявлять себя в 1990-е годы. Они неоднократно устраивали литературные вечера, читали свои стихи. А в 1996 году они выпустили сборник «Солнечная песня», в который вошли стихи Г. Волоховой (Кукушкиной), Е. Ершова, В. Колесниченко, А. Николаева. В. Луговского, C. Гусевой и других. А в 2002 году был выпущен коллективный поэтический сборник «Бежецкие мотивы», объединивший около 20 авторов.
С бежецкой землёй не порывают своих отношений поэты, которые здесь родились — Г. Иванов , Н. Дружков, Н. Рождественская. Сюда часто приезжали поэты из Твери (А. Скворцов, А. Гевелинг, В. 
Соловьёв, М. Аввакумова, В. Воробьёв), из Санкт-Петербурга (М. Кралин, О. Шестинский, А. Шевченко), из Москвы (Л. Озеров, Н. Бялосинская, И. Баженова) и другие.

## Цель Союза
Организация и учёт русских поэтов, оказание им материальной помощи, предоставление полиграфической базы.

## Деятельность Союза
Подготовка и проведение докладов, диспутов, вечеров поэзии, литературных судов и конкурсов, устройство вечеров импровизаций.
Во времена трудностей с книгопечатанием, в начале 1920-х годов, Союз устраивал выступления поэтов с эстрады, поддерживал
деятельность литературных кафе, таких как «Стойло Пегаса», «Домино» и других. Союз выпустил несколько альманахов и сборников стихов, антологию «Поэты наших дней» (1924 год), а также индивидуальные сборники членов Союза.